# Privilegium Minus

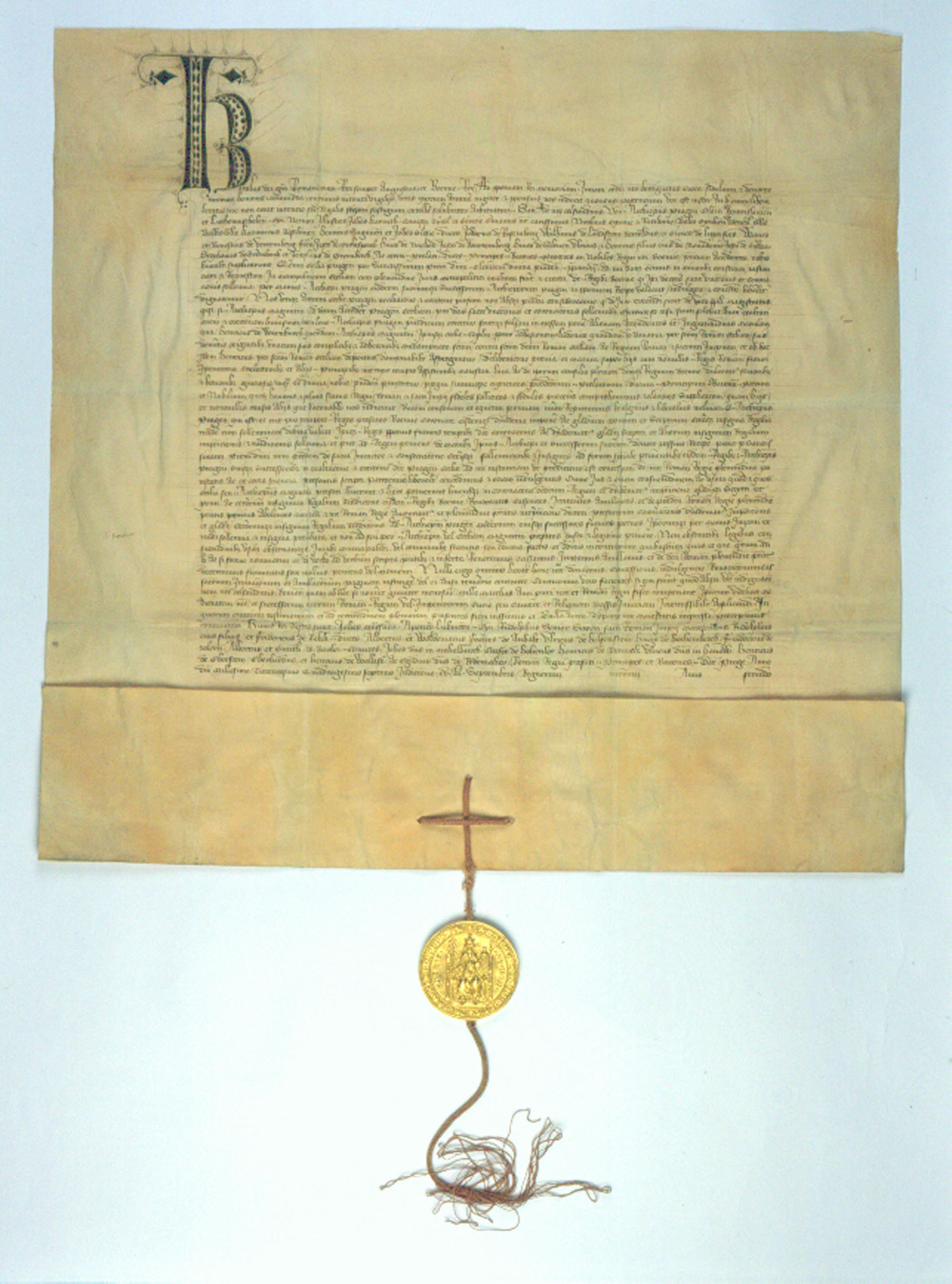
Listina Karel IV

El Privilegium Minus (como oposición al falso documento posterior Privilegium Maius) es un documento otorgado por el emperador del Sacro Imperio Romano Germánico Federico I Barbarroja el 17 de septiembre de 1156 en favor de los gobernantes de Austria. Por él se elevó al territorio de Austria de Margraviato a Ducado, que se dio como un feudo hereditario a la Casa de Babenberg. Su beneficiario fue el tío paterno de Federico, el margrave Enrique II de Austria, primer duque de Austria. Además de esto, el documento permitía que la herencia del título también pudiera ser posible por la línea femenina de la familia ducal. En ausencia de herederos, se permitía al duque designar a un sucesor (Libertas Affectandi). El deber del duque de asistir a la Dieta Imperial o Reichstag fue limitado a aquellos casos cuando la Dieta se reuniera en Baviera. También, de allí en adelante, sólo se requería que Austria proporcionara tropas al emperador en guerras de su vecindad. 
El otorgamiento del Privilegio Menor debe verse ante el telón de fondo del conflicto entre Güelfos y gibelinos en el Sacro Imperio Romano Germánico, entre las Casas Welfen y Hohenstaufen, que el entonces joven emperador -- descendiente de ambas casas -- deseaba terminar. El ducado de Baviera fue devuelto a Enrique el León de la dinastía Welfen, que Enrique de Babenberg había gobernado desde 1139. Para compensar la pérdida, Austria fue elevada al rango de ducado. Esto entonces fue visto como una pérdida para el duque Enrique II Jasomirgott. Sólo mucho más tarde, el documento ha resultado ser el acto fundacional de lo que ha llegado a ser una nación. Por ello, el año 1156 a veces se da como la fecha de la independencia de Austria, ganada entonces de Baviera.

## La crisis sucesoria del siglo XIII
Como la Austria de los Babenberg podía ser heredada por mujeres, dos candidatos rivales surgieron después de que el último Babenberg Federico II, duque de Austria, Estiria, Carintia y Carniola muriera en 1246 sin descendencia.
- Hermann VI, Margrave de Baden (muerto en 1250), segundo marido de Gertrudis de Babenberg, la hija y heredera del difunto Enrique de Modling, el hermano mayor del fallecido duque Federico. Ella era la heredera primogénita del duque Federico y de la línea Babenberg principal de duques de Austria. Su primer marido, Vladislav de Bohemia, Margrave de Moravia (muerto en 1247) ya había reclamado el ducado austriaco en contra del duque Federico, ya que Gertrudis era la heredera del hermano mayor del mismo. Después de la muerte de Hermann, el tercer esposo de Gertrudis Román, Príncipe de Novogrudok (casados en 1252, divorciados en 1253) continuó con la reclamación entre 1252 y 1253. Y entonces el hijo de Gertrudis y Hermann, Federico I, Margrave de Baden, afirmó su reclamación a la herencia de la Casa de Babenberg, pero fue asesinado en 1268 en Nápoles, dejando una hermana (la futura Condesa de Heunburg) para continuar la línea sucesoria. Gertrudis murió en 1288, sobreviviendo a sus tres maridos y a su hijo.

- El rey Otakar II de Bohemia (1233-1278), desde 1252 marido (sin hijos en el matrimonio) de Margarita de Babenberg (muerta en 1266), una reina viuda de Romanos, la única hermana superviviente del duque Federico. Ella era la heredera con un grado de parentesco más cercano al último duque de Austria. Los partidarios austriacos de Otakar la proclamaron como Margarita, Duquesa de Austria. Desgraciadamente para Otakar, Margarita era estéril y se divorciaron en 1260, casándose seguidamente Otakar con una mujer más joven. Margarita murió en 1266 sin hijos (por lo tanto su heredera debería haber sido Gertrudis de Babenberg de nuevo), pero Otakar retuvo Austria, Estiria, Carintia y Carniola, justificando ser el heredero designado por Margarita (en aplicación de la Libertas Affectandi) en su acuerdo de divorcio. Otakar II de Bohemia conservó los ducados hasta que fue depuesto por el Rey de Romanos Rodolfo I de Habsburgo en 1276.

## La crisis sucesoria delsigloXVIII
La Pragmática Sanción de 1713, promulgada por el archiduque Carlos III de Austria, se basó parcialmente en proposiones del Privilegium Minus. Aunque no fue otorgado a los Habsburgo sino a los Babenberg, el Privilegio permitía la sucesión de las herederas en la gobernación de Austria, y proporcionaba al duque el derecho de nombrar un sucesor en ausencia de herederos. El advenimiento de María Teresa I, hija y heredera de Carlos III como archiduquesa de Austria condujo a la Guerra de Sucesión Austriaca.